# Batalla de Ushant (1944)
 La Batalla de Ushant, también conocida como la Batalla de Bretaña, tuvo lugar en la madrugada del 9 de junio de 1944 y fue un enfrentamiento entre flotas de destructores alemanes y aliados en la costa de Bretaña . La acción se produjo poco después de los desembarcos aliados iniciales en Normandía. Después de un enfrentamiento confuso durante la noche, los Aliados hundieron a uno de los destructores alemanes y obligaron a otro a desembarcar antes de ser destruido. 

## Antecedentes
El 6 de junio de 1944, el día de los primeros desembarcos en Normandía, el Vicealmirante Theodor Krancke ordenó a los restos de la 8.ª flota destructora alemana, compuesto por los buques Z24 y Z32, y el ZH1 (anteriormente conocido como el destructor holandés Gerard Callenburgh) navega desde el estuario de Gironda hasta Brest. La orden fue interceptada por los británicos que informaron al canadiense Bristol Beaufighters del Comando Costero de la RAF para atacar a los barcos alemanes mientras navegaban por el Golfo de Vizcaya . En la incursión que siguió, el destructor Z32 resultó levemente dañado. Los barcos alemanes atracaron en Brest, donde Z24 y Z32 aumentaron su armamento antiaéreo . Luego se embarcaron nuevamente el 8 de junio, en compañía del barco torpedero T24, el único sobreviviente de la 4.ª flota de torpederos, con destino a Cherbourg bajo el mando de Theodor von Bechtolsheim, donde reforzarían las posiciones alemanas.
Las fuerzas aliadas interceptaron las transmisiones Ultra y enviaron a la 10.ª Flotilla de destructores para interceptar los barcos alemanes mientras navegaban por el Canal de la Mancha . La 10.ª flota de destructores estaba ahora bajo el mando del capitán Basil Jones,  a bordo del HMS Tartar. Con él estaban el HMS Ashanti, HMS Eskimo y HMS Javelin, los barcos canadienses HMCS Haida y Huron, y los buques polacos ORP Piorun y ORP Błyskawica. Jones decidió dividir su flotilla en dos; la 19.ª División consistía en los navíos Eskimo, Javelin, Piorun y Błyskawica, la 20.ª División en Tartar, Ashanti, Huron y Haida .

## Desarrollo
La flotilla británica avanzaba hacia el oeste por el Canal cuando los barcos alemanes fueron detectados por radar justo después de la 01:00 del 9 de junio. Jones dirigió su fuerza para encontrarse con los alemanes, que ahora se encontraban a 30 millas al este-noreste de la Isla de Batz. Las dos flotas se enfrentaron de manera intermitente a partir de entonces, intercambiando disparos y salvas de torpedos. Tartar recibió múltiples impactos, pero la tripulación logró apagar incendios y restaurar su velocidad. Al mismo tiempo, el buque alemán ZH1 estaba siendo atacado por Tartar y Ashanti, este lanzó dos torpedos a quemarropa. Uno golpeó a ZH1 y le destrozó la proa. Con el barco dañado, su capitán, Klaus Barckow dio la orden de abandonar el barco y mandó hundirlo con cargas de profundidad a las 02:40. Barckow se encontraba entre las 39 bajas alemanas. Otros 28 tripulantes lograron llegar a Francia, los 140 restantes fueron capturados por los británicos.
Mientras tanto, Haida y Huron habían estado persiguiendo a los barcos Z24 y T24 hasta que estos se encontraron con un campo de minas británico. Los canadienses intentaron rodearlos, pero finalmente perdieron a los alemanes. Z24 y T24 se reagruparon, con la intención de regresar para enfrentarse a los británicos, pero al descubrir que no los seguían, abandonaron el combate. Los destructores Haida y Huron regresaron y se encontraron con el Z32 de von Bechtolsheim, que había recibido fuertes impactos y perdió contacto con el resto de los alemanes. Hubo cierta confusión sobre la identificación del barco, pero cuando los canadienses descubrieron que era alemán, abrieron fuego. Von Bechtolsheim huyó a gran velocidad, pero Z32 había sufrigo graves daños, fue conducido a las costas de la Isla de Batz y encalló.

## Buques supervivientes
Dos destructores de la batalla se encuentran actualmente expuestos en museos. El HMCS Haida en Hamilton, Ontario, y ORP Blyskawica en Gdynia, Polonia.